# Ашамайлы
Ашамайлы (также известен как Ашамайлы-Керей) — крупный род из племени Кереи, относящемуся к Среднему жузу. Род Ашамайлы происходят от основателя рода Ашамайлы. У Ашамайлы были сыновья Шибай и Кара-би, от которых происходят все ашамайлиты. Ашамайлиты обитают в Северном Казахстане и Омской области, в состав рода Ашамайлы входят подроды Курсары, Аксары, Балта, Сибан и Кошебе.